# Gin Wigmore
Virginia Claire „Gin“ Wigmore (* 6. Juni 1986 in Auckland) ist eine neuseeländische Sängerin und Songwriterin.

## Leben
Gin Wigmore verlor als Teenager ihren Vater und mit dem Song, den sie zu seinem Begräbnis geschrieben hatte, gewann sie als 17-Jährige 2004 die International Songwriting Competition in den USA. Trotzdem dauerte es einige Zeit, bis sie sich für das Musikgeschäft entschieden und ihre erste eigene EP produziert hatte. Die Extended Play EP erreichte Mitte 2008 die Top 10 der neuseeländischen Charts und erreichte Gold-Status. Nach diesem Anfangserfolg trug sie den weiblichen Gesang zu dem Titel Brother der Hip-Hop-Gruppe Smashproof bei, der zu einem der erfolgreichsten Songs aus neuseeländischer Produktion wurde.
Danach produzierte sie ihr Debütalbum Holy Smoke, an dem auch der bekannte US-Produzent Mike Elizondo beteiligt war. Im Sommer erschien Oh My, eine ältere, für das Album neu aufbereitete Nummer, die mit über 7500 verkauften Einheiten erneut Gold erzielte. Ihr Album sprang im Oktober 2009 auf Anhieb auf Platz 1 der Charts.
Wigmore war 2015 in einem Skyfall-Werbespot von Heineken mit ihrem Stück  „Man Like That“ vom Album „Gravel & Wine“ zu sehen.

## Diskografie

### Alben
- 2008: Extended Play EP
- 2009: Holy Smoke
- 2011: Gravel & Wine
- 2015: Blood to Bone
- 2018: Ivory

### Singles
- 2009: Brother (Smashproof feat. Gin)
- 2009: Oh My
- 2009: I Do
- 2010: Hey Ho
- 2011: Black Sheep
- 2012: Man Like That
- 2015: New Rush
- 2021: Woman[5]